# Hierodula schultzei schultzei
Hierodula schultzei schultzei es una subespecie de mantis de la familia Mantidae.

## Distribución geográfica
Se encuentra en Nueva Guinea.